# Danny Sanderson
Danny Sanderson (en hebreo: דני סנדרסון‎; 30 de noviembre de 1950) es un músico, cantautor y guitarrista israelí. En 2005, Sanderson recibió un premio a la trayectoria por su contribución a la música israelí.

## Biografía
Sanderson nació en el kibutz Kfar Blum, Israel  de padres judíos estadounidenses. Durante su infancia, la familia se mudó a Haifa. Su padre trabajó como director del departamento de América del Norte de El Al ubicado en la ciudad de Nueva York, donde la familia se mudó en 1960.
Mientras estuvo en Nueva York, Sanderson asistió a la conocida High School of Music and Art. En 1965, a la edad de 15 años, formó su primera banda. Durante ese tiempo, escribió su primera canción.
En abril de 1978, Sanderson se casó con Naomi, quien murió en 2005. Sus hijos son el director Adam y la actriz Dina, y es abuelo de tres nietos. Desde 2008 es pareja de la actriz Anat Atzmon . Vive en Tel Aviv.

## Carrera musical
En 1971, después de su liberación de las Fuerzas de Defensa de Israel, Sanderson tocó con la Banda Schnitzelim. Grabó "El pulpo zurdo" con el músico nacido en Egipto Zouzou Moussa y la orquesta de Israel Radio Arabic.
Después de una breve tiempo en Londres, Sanderson regresó a Israel y fundó una nueva banda, Kaveret, con Alon Oleartchik, Ephraim Shamir, Gidi Gov, Meir Fenigstein y, más tarde, Yoni Rechter y Yitzhak Klepter. La banda se separó en 1976 y es ampliamente considerada como una de las bandas pioneras del rock israelí, en la cual Sanderson fue su principal compositor.
Sanderson se tomó un descanso de la música para escribir un libro sin sentido: "Ronquidos públicos" (נחירה פומבית, Nekhira Pumbit) y produjo musicalmente un programa de monólogos/música para Yehonatan Geffen. Luego pasó a crear otra banda llamada Gazoz, que produjo dos álbumes, y Doda (דודה; Tía), que tenía un sonido de rock más pesado.
Sanderson se recuperó con su primer álbum en solitario y una función en solitario, y luego creó otros dos álbumes y espectáculos en solitario en 1984 y 1987. Su siguiente álbum, Apareció por un segundo (קופץ לשנייה, Kofetz Leshni'ya), lanzado en 1991, fue un logro más maduro y musicalmente sofisticado, pero menos exitoso comercialmente que sus álbumes anteriores en solitario. El público israelí, enamorado de la mezcla de humor, bromas y música alegre de Sanderson, estaba dispuesto a aceptar la brillante música de Sanderson sólo cuando se disfrazaba de 'pop simple', pero estaba mucho menos entusiasmado con los intentos musicales más serios.
Sanderson produjo otros dos álbumes en la década de 1990, seguidos de un álbum de sus canciones cantadas por otros (2001) y un álbum melancólico (2006) llamado Congo Blue (קונגו בלו), que coincidió con la muerte de su esposa, Neomi. Sanderson también lanzó varios álbumes recopilatorios y participó en dos álbumes que conmemoran los espectáculos de reunión de Kaveret.
En 2007, el cantante y bajista israelí de punk rock Yotam Ben-Horin (de Useless ID) comenzó a viajar con Sanderson como bajista durante una gira. Desde entonces, también se ha convertido en bajista de sesión de Sanderson y miembro oficial de su banda solista. En 2009, Ben-Horin cantó en una de las nuevas pistas del próximo álbum de Sanderson, "Nada nos separará" (לא יפריד דבר, "Lo Yafrid Davar"). En 2017, Sanderson lanzó su nuevo álbum "Este es el camino" (מכאן הדרך, Mikan Haderech).

## Discografía

### Álbumes de estudio
- Begodel Tiv'i (בגודל טבעי, En tamaño natural) (1982)
- Haf Mi'pesha (חף מפשע, No culpable) (1984)
- Hacham al Ktanim (חכם על קטנים, Inteligente sobre lo pequeño) (1987)
- Kofetz Leshni'ya (קופץ לשנייה, Solo apareció por un segundo) (1991)
- Met Livkot 2 (מת לבכות 2, Llora fuerte 2) (1994)
- Ha'lo Noda (הלא נודע, El desconocido) (1997)
- Congo Blue (קונגו בלו, Congo Blue) (2005)
- Lo Yafrid Davar (לא יפריד דבר, Nada nos separará) (2009)
- Mikan Haderech (מכאן הדרך, Desde aquí el camino) (2017)

### Álbumes en vivo
- Blanco y negro (2004)

### Álbumes recopilatorios
- Ha'tovim le Tayis - Nivheret Shirim (הטובים לטייס - נבחרת שירים, Lo mejor para volar - Selección de canciones) (1992)
- Ha'meitav (המיטב, Lo mejor) (2006)